# مجلس شورى مجاهدي درنة
مجلس شورى مجاهدي درنة هو تحالف  لميليشيات إسلام سياسي تعلن أنها تريد تطبيق الشريعة الإسلامية في درنة، ليبيا. إضافةً إلى السعي لتنفيذ أعراف اجتماعية صارمة في المدينة الساحلية، وتعرف بأنها تناصب العداء المطلق مع  المشير خليفة حفتر ولاحقاً تنظيم الدولة الإسلامية في ليبيا. وعند تأسيسه ضم كل من: ميليشيا أنصار الشريعة في درنة والمصنفة على لائحة الإرهاب من قبل مجلس الأمن التابع للأمم المتحدة منذ 20 نوفمبر 2014 وميليشيا جيش الإسلام وميليشيا شهداء بوسليم.

## خلفية
تشكلَ مجلس شورى مجاهدي درنة من قبل عضو الجماعة الليبية المقاتلة سالم دربي في 12 ديسمبر 2014. ولاحقاً دخلت مع تنظيم الدولة الإسلامية في درنة في نزاع على السلطة والموارد بالمدينة. في يونيو 2015، قتل مسلحو الدولة الإسلامية أحد قيادي مجلس شورى مجاهدي درنة «ناصر العكر»، بعد ذلك أعلنت الجماعة «الجهاد» ضد الدولة الإسلامية. وقتل قائد المجلس سالم دربي في وقتٍ لاحق أثناء الاقتتال.